# Matricule d'Empire

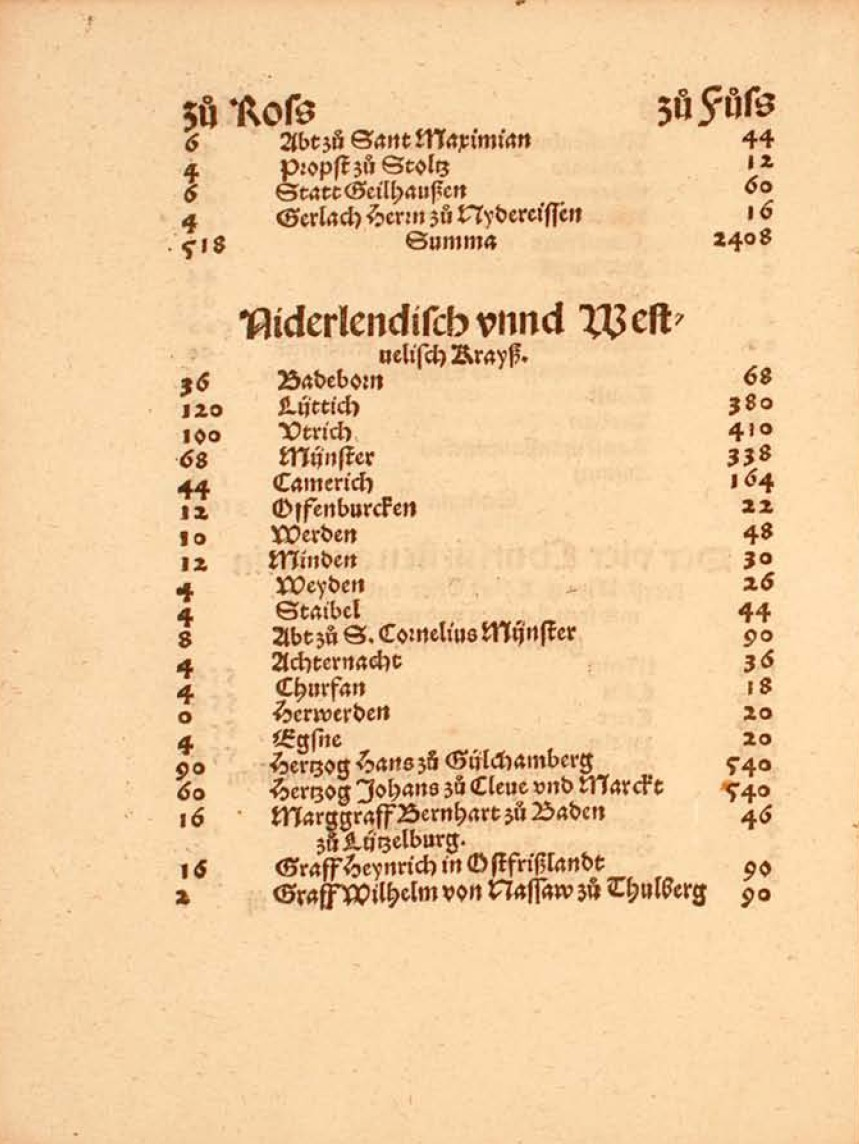
Exemple de matricule d'Empire pour dix cercles Bas-rhénan-westphalien.

La matricule d'Empire (en allemand : Reichsmatrikel ; en latin : Matricula Imperii) est la liste des États (Reichsstände) du Saint-Empire romain germanique qui fixait, pour chacun d'eux, le contingent de cavaliers et de fantassins qu'il devait lever et son équivalent en florins.
La matricule fut arrêtée à la diète de Worms, en 1521.
Elle recense les sept princes-électeurs, quatre princes-archevêques, quarante-quatre princes-évêques, quatre-vingt-trois villes d'Empire.
La matricule était consignée dans un registre (en allemand : Reichsregister) ou album (en latin : Album Imperii) qui était conservé par l'électeur de Mayence, doyen perpétuel des électeurs et garde des archives de l'Empire.